# Изоле (Верчели)
Изоле је насеље у Италији у округу Верчели, региону Пијемонт.
Према процени из 2011. у насељу је живело 37 становника. Насеље се налази на надморској висини од 538 м.